# Zamek Hirschhorn
Zamek Hirschhorn (niem. Burg Hirschhorn) – zamek w miejscowości Hirschhorn, w Niemczech, na południu Hesji; najbardziej na południe położona atrakcja zarządzana przez Heską Administrację Zamków. Jest to rozległy kompleks, ze składający się z murów, szczytów i wieży, należy do najpiękniejszych w Dolinie Neckaru. W odrestaurowanej kaplicy organizowane są cywilne ceremonie ślubne.

## Historia
Grzbiet górski między doliną Neckaru i doliną Finkenbachu wydawał się władcom z Hirschhornu idealnym miejscem na ich zamek. Rozległy kompleks pałacowy lub zamkowy na pierwszy rzut oka ledwo daje się zauważyć, że główny zamek, składający się z wieży mieszkalnej, wąskich budynków mieszkalno-gospodarczych oraz potężnego muru obronnego, zajmował zaledwie około jednej dwunastej dzisiejszej powierzchni. Został zbudowany w połowie XIII wieku, gdy styl romański stopniowo ustępował miejsca stylowi gotyckiemu; można znaleźć zarówno pozostałości okien o łukowatym kształcie, typowe dla stylu romańskiego, jak i ostrołukowe, charakterystyczne dla gotyku.
W XIV wieku władcy z Hirschhorn rozpoczęli rozbudowę swojego zamku. Mogli sobie na to pozwolić, ponieważ posiadali obszerne tereny i poprzez wpływowe stanowiska na dworze palatyna napływały do nich dobre pieniądze. W 1350 roku poświęcono kaplicę zamkową, w której obecnie można zawierać cywilne związki małżeńskie. Z pierwotnego okresu zachowała się północna ściana, na której znajdują się pozostałości fresku przedstawiającego sceny z męki Chrystusa, zgodnie z tym, jak przedstawia je Nowy Testament.
Hirschhorn był, podobnie jak większość zamków tamtej epoki, własnym „małym światem”, który ciągle się rozwijał. Oprócz rycerzy i ich rodzin, na zamku mieszkali także strażnicy bram i wież, myśliwi, służący w stajniach, pasterze, służący, zarządcy zamku oraz duchowny. Oprócz budynków mieszkalnych była tu stajnia dworska, stajnie i stodoła (częściowo zachowane do dziś), a także dom piwny, dom pralni, piekarnia, kuźnia, budynek do przechowywania dziczyzny i buda dla psów (już nieistniejąca).
Z rozbudowami w XVI wieku Hirschhorn stopniowo nadał swojemu zamkowi charakter reprezentacyjnego pałacu. Do tego należały ogrody w stronę Neckaru z murami oporowymi, tarasami i altankami ogrodowymi. Wprowadzono również wygodę mieszkalną: za czasów Ludwiga I von Hirschhorn (+1583) i jego żony Marii von Hatzfeld powstała okazała budowla w stylu renesansowym, która do dziś nazywana jest budynkiem Hatzfeldbau, na cześć jego fundatorki.
Po wymarciu rodu Hirschhorn, zamek i władztwo przeszły pod panowanie Arcybiskupstwa Moguncji, a od 1803 roku należały do Hesji-Darmstadt. Pierwsze prace renowacyjne na koniec XIX wieku uratowały znacznie zniszczoną budowlę. Pod koniec lat 50. XX wieku w zamku Hirschhorn otwarto hotel. W ramach ostatnich obszernych prac konserwatorskich odnowiono autentycznie fasadę budynku Hatzfeldu; wewnętrzne malowidła architektoniczne renesansu zostały przywrócone do życia. Hirschhorn prezentuje się teraz znowu jako historyczna budowla.